# Alfred Niederhoff
Alfred Niederhoff (ur. 2 stycznia 1895; zm. 28 lipca 1917) – niemiecki as myśliwski z czasów I wojny światowej z 7 potwierdzonymi zwycięstwami powietrznymi.
Rozpoczął służbę w Jagdstaffel 20 w pierwszych miesiącach 1917 roku. Po odniesieniu dwóch zwycięstw powietrznych 11 i 25 marca został (30 kwietnia) przeniesiony do dowodzonej przez Manfreda von Richthofena eskadry Jagdstaffel 11. W jednostce odniósł łącznie 5 zwycięstw. 20 lipca 1917 roku zestrzelił australijskiego asa myśliwskiego Alfreda Shepherda z No. 29 Squadron RAF. Osiem dni później Alfred Niederhoff został zestrzelony i poniósł śmierć w okolicach miejscowości Becelaere koło Zonnebeke w Belgii. Został pochowany na cmentarzu Südfriedhof w Dortmundzie.